# Elaphrosaurus
Az Elaphrosaurus (nevének jelentése 'könnyűsúlyú gyík') a theropoda dinoszauruszok egyik neme, amely a késő jura kor kimmeridge-i korszakában, Tanzánia területén élt. Az Elaphrosaurus valószínűleg a ceratosaurusok közé tartozott, és körülbelül 6 méter hosszú volt. A feltételezést, miszerint a coelophysoideák késői túlélője, általánosan elvetették. Először coeluridaként készült róla leírás – ekkor a Coeluridae még a kisméretű theropodák szemétkosár-taxonjaként szolgált. Később felmerült, hogy az ornithomimidák rokonságába tartozott, de végül az állatot ceratosaurusként azonosították, így ezt az elképzelést sem támogatták tovább.

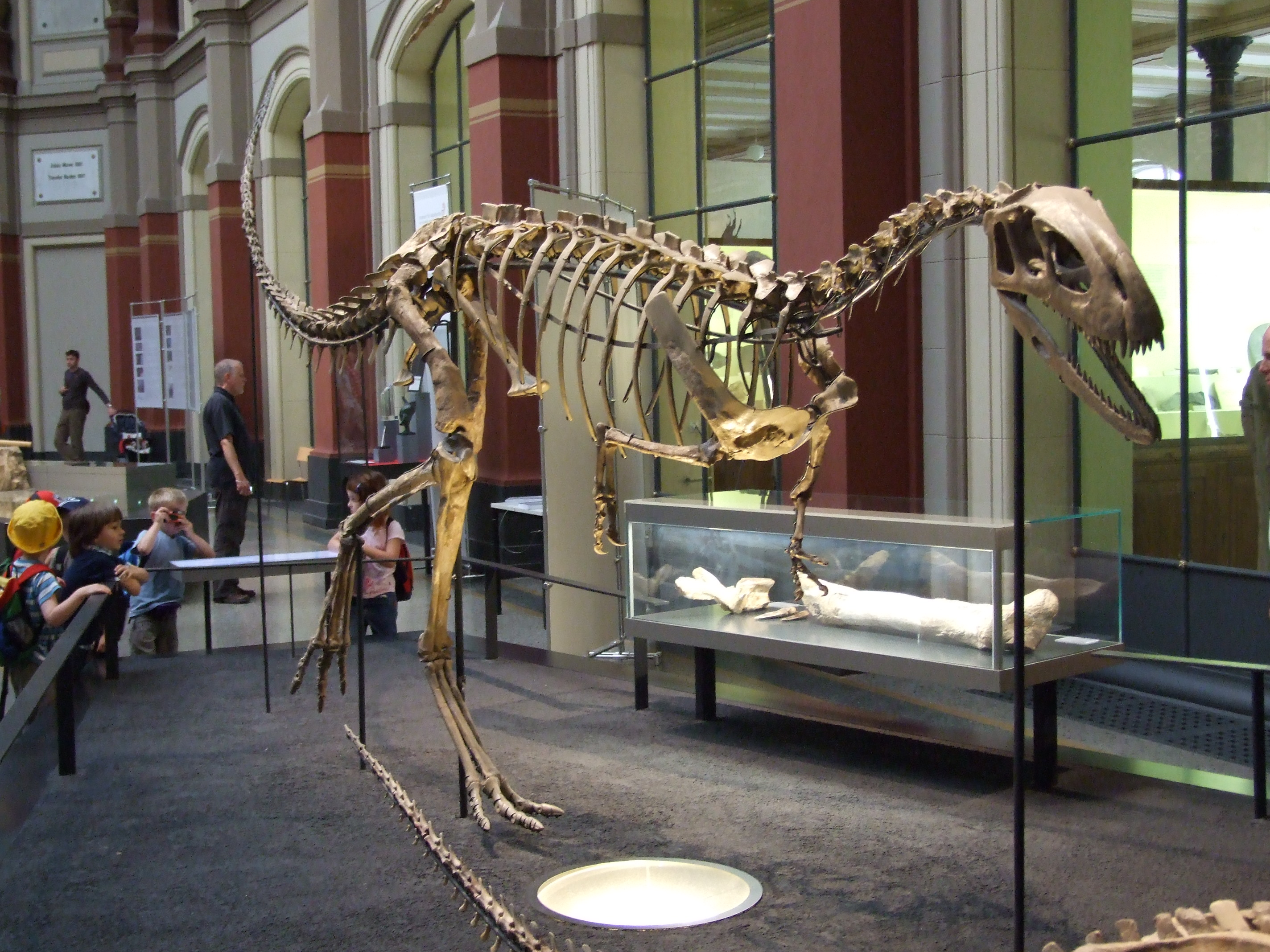
Az Elaphrosaurus csontváza rekonstruált elemekkel, többek között koponyával és kezekkel kiegészített csontváza a berlini Museum für Naturkunde gyűjteményében

Egyetlen csontvázát a tanzániai Tendaguru-formációban találták meg, ahonnan a Giraffatitan, az Allosaurus és a Kentrosaurus fosszíliája is előkerült. A Morrison-formációban egy, a rokonságába, vagy talán ugyanehhez a nemhez tartozó állat maradványait fedezték fel. Több theropoda csontváz is előkerült, melyek többsége töredékes. A kora kréta kori Nigerből származó, 1960-ban felfedezett E. gautierit Paul Sereno és szerzőtársai (2004-ben) a Spinostropheus nembe helyezték át. Az Elaphrosaurusról ismertté vált tudás egyetlen majdnem teljes csontvázon alapul. Az állat koponyáját nem találták meg.
Hosszú és karcsú testtel és hosszú nyakkal rendelkezett, valószínűleg azért, hogy mélyebbre tudjon hatolni a zsákmány testében. A hossza körülbelül 6,2 méter, a csípőmagassága nagyjából 1,46 méter volt, a tömege pedig 210 kilogramm lehetett. A Elaphrosaurus sípcsontja jóval hosszabb volt a combcsontnál, ami azt jelzi, hogy valószínűleg igen gyors futó volt. Maradványai a Morrison-formációban a 2.–4. sztratigráfiai zónákban találhatók meg.

## Fordítás
- Ez a szócikk részben vagy egészben az Elaphrosaurus című angol Wikipédia-szócikk ezen változatának fordításán alapul.  Az eredeti cikk szerkesztőit annak laptörténete sorolja fel. Ez a jelzés csupán a megfogalmazás eredetét és a szerzői jogokat jelzi, nem szolgál a cikkben szereplő információk forrásmegjelöléseként.